# Ефект на Уайнстийн
Ефектът на Уайнстийн е глобално явление, започнало през октомври 2017 година в САЩ.
Състои се във внезапно обвинение на множество властови, богати и успели мъже в сексуални престъпления и посегателства. Началото на вълната започва с обвинението на известния холивудски продуцент Харви Уайнстийн в сексуални посегателства от много голям брой жени през годините. Впоследствие са обвинени и много други мъже, като най-често те са от Холивуд и Северна Америка. Ефектът се разраства и обвинения получават мъже и жени от всички сфери на живота и почти от целия свят.
Ефектът води и началото на движението #MeToo, което подкрепя хората да говорят и споделят за преживяния от тях сексуален тормоз. Като положителни страни на феномена се посочва излизането наяве на злоупотребата с власт за получаване сексуална наслада и разкриването на дълго пазени тайни, а като негативи се посочват използването на фалшиви обвинения за лична саморазправа или рекет.
Сред най-известните личности потърпевши от ефектът Уайнстийн са Кевин Спейси, Дъстин Хофман, Луи Си Кей, Бен Афлек, Азия Ардженто, Брет Ратнър, Чарли Роуз и много други. Ефектът не подминава и самите жени, които участват в самото движение #MeToo. Така актрисата Азия Ардженто, която е една от лидерките на самото движение е обвинена от младия актьор Джими Бенет в сексуално посегателство.
Обикновено обвиненията, които са подкрепени с доказателства водят до тотално изключване на обвинения от неговия професионален живот и почти пълно обществено осъждане и изолиране.